# Prestvannet
Der See Prestvannet, selten auch Prestvatn genannt, ist ein rund acht Hektar großer künstlicher See auf der norwegischen Insel Tromsøya in der Provinz (Fylke) Troms. Seit 1970 ist der Prestvannet mit seiner unmittelbaren Umgebung ein Landschaftsschutzgebiet, das auch dem Tierschutz dient.

## Geographie

### Allgemeines
Der Prestvannet liegt vollständig im Stadtgebiet von Tromsø. Er befindet sich im südlichen Teil der Insel Tromsøya auf 96 Metern über dem Meeresspiegel (moh.). Der See ist flach und meist nicht tiefer als vier Meter. Nur im Zentrum werden größere Tiefen erreicht. Das gesamte Landschaftsschutzgebiet hat eine Größe von rund 18 Hektar. Der See selbst ist 7,88 Hektar groß und geht im Süden in ein großflächiges Sumpfgebiet über. Weitere kleine Sumpfgebiete befinden sich im Nordwesten, Nordosten sowie im östlichen Ufer. Um das Feuchtgebiet schließt sich ein Birkenwald an.

### Entstehung
Im Rahmen der Trinkwasserversorgung der Stadt Tromsø wurde der See im Jahr 1867 über einer Moorlandschaft mit kleineren Weihern aufgestaut. Er diente jedoch nur vorübergehend als Trinkwasserreservoir, da sich die Wasserqualität als zu schlecht herausstellte. Mit dem Bau des neuen Wasserwerks in Slettaelva im Jahr 1921 wurde die Nutzung eingestellt.

### Inseln
Im See gibt es Torfinseln, die wahrscheinlich durch das schnelle Fluten der Moorlandschaft aufgeschwemmt wurden. Im Jahr 1870 wurden viele Torfinseln gezählt und auch Sparre Schneider berichtet 1889 von einer Reihe schwimmender Inseln aus Torf. Des Weiteren können sich Teile der Torfkante lösen. Sie werden zu schwimmenden Inseln, um später wieder mit dem Grund zu verwachsen. Die Anzahl variiert von Jahr zu Jahr. Bakterien im See zersetzen organisches Material. Dadurch entstehen Gase, die den Auftriebsprozess der Torfinseln bedingen. Dieser hängt von der Wassertemperatur ab.

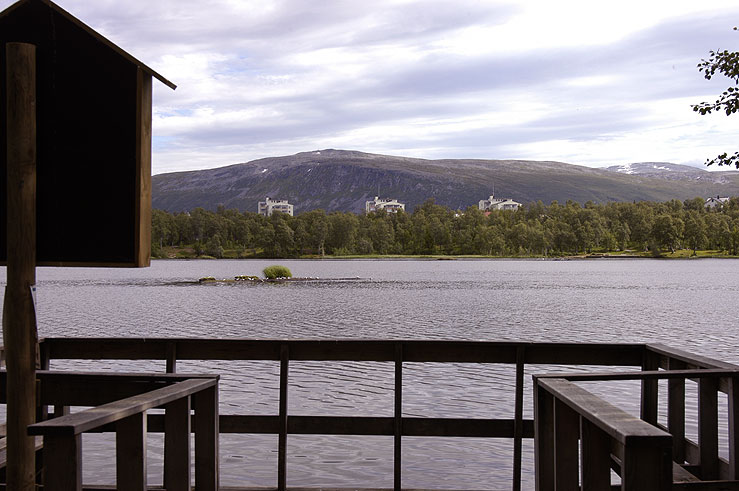
Aussichtsplattform zur Vogelbeobachtung
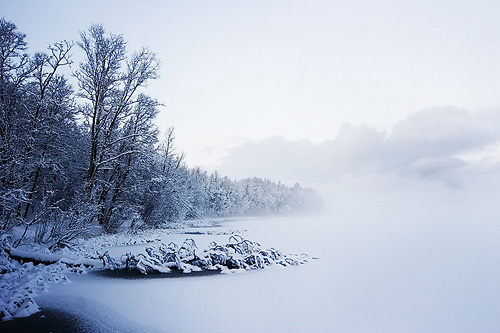
Der See im Winter
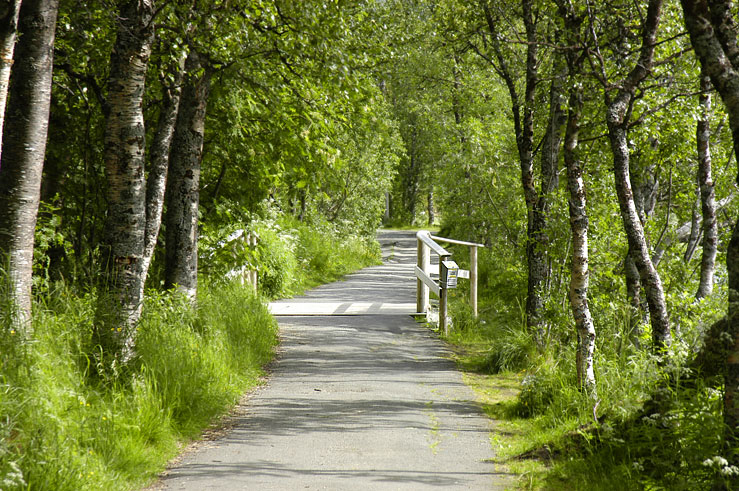
Moor-Birken am Nordufer

## Ökologie

### Wasserqualität
Das Wasser ist nährstoffreich, mit großen Anteilen an Humus. Dieser bedingt die Farbigkeit des Wassers, das nicht sehr lichtdurchlässig ist. Bei einem Wassertest im August 2005 war der Phosphoranteil sehr hoch.

### Flora
Es gibt grundsätzlich zwei verschiedene Arten von Pflanzen, die im Prestvannet wachsen: Wasserpflanzen und Sumpfpflanzen. Der Birkenwald gehört zu der Gattung der Moor-Birke.

#### Wasserpflanzen
Es sind insgesamt nur drei verschiedene Arten an Wasserpflanzen im See beheimatet. Sie gehören zu den Verbreitetsten in Norwegen. Am zahlreichsten vertreten ist Berchtolds Zwerg-Laichkraut (Potamogeton berchtoldii), das sich in Tiefen von einem bis eineinhalb Metern ansiedelt. Es kommt sowohl in nährstoffreichen als auch in nährstoffarmen Gewässern vor. Zudem verträgt es die schlechten Lichtverhältnisse im See und wächst gut auf dem überschwemmten Moorboden. Im Norden und Osten des Sees ist der Tannenwedel (Hippuris vulgaris) beheimatet. Er ist auch auf ausgetrockneten Schlammbänken zu finden. An tieferen Stellen des Sees findet man vereinzelt Schwimmendes Laichkraut (Potamogeton natans).

#### Sumpfpflanzen
Seggen (Carex aquatilis und Carex rostrata) wächst rund um den See und ist sogar auf den Torfinseln zu finden. Viele der Sumpfpflanzen wachsen hier bis zu zwei Meter tief. Der Teich-Schachtelhalm (Equisetum fluviatile) wächst im Nordosten des Sees und bildet viele Schwimminseln, die wie Festland aussehen. Weitere Sumpfpflanzen, die um den See wachsen, sind Sumpf-Blutauge (Potentilla palustris) und Fieberklee (Menyanthes trifoliata).

### Fauna

#### Vögel
Durch die Torfinseln finden viele Vögel geschützte Brutplätze am See. Die am häufigsten vertretenen Ordnungen stellen die Gänsevögel, Regenpfeiferartigen und Sperlingsvögel dar. In der nachfolgenden Tabelle wird eine Auswahl der vertretenen Arten aufgeführt. Einige der Arten werden jedes Jahr beobachtet und andere treten unregelmäßig auf. Die Ordnung der Greifvögel zählt zu den seltenen Besuchern des Sees. Darüber hinaus werden auch Graureiher und Stadttauben am See gesichtet. Eine Besonderheit ist der Brutplatz der Sterntaucher, da die Vögel in der Regel sehr scheu sind und die Nähe zum Menschen meiden. Tromsø ist einer der wenigen Orte, an denen der Vogel in der Nähe der Menschen brütet. Aufgrund des Artenreichtums ist der Tierschutz des Landschaftsschutzgebietes von großem Interesse.
| Ordnung                       | Familie                                                                      | Arten (Auszug) |
| ----------------------------- | ---------------------------------------------------------------------------- | -------------- |
| Gänsevögel                    |                                                                              |                |
| Meerenten und Säger           | Schellente, Zwergsäger, Eiderente, Eisente                                   |                |
| Schwimmenten                  | Spießente, Krickente, Stockente, Pfeifente, Löffelente                       |                |
| Tauchenten                    | Reiherente, Bergente                                                         |                |
| Greifvögel                    |                                                                              |                |
| Falken                        | Gerfalke, Wanderfalke                                                        |                |
| Habichtartige                 | Habicht, Sperber, Raufußbussard, Seeadler                                    |                |
| Regenpfeiferartige / Watvögel |                                                                              |                |
| Austernfischer                | Austernfischer                                                               |                |
| Möwen                         | Zwergmöwe, Silbermöwe, Eismöwe, Sturmmöwe, Mantelmöwe                        |                |
| Regenpfeifer                  | Sandregenpfeifer, Goldregenpfeifer                                           |                |
| Schnepfenvögel                | Alpenstrandläufer, Kampfläufer, Rotschenkel, Bekassine, Temminckstrandläufer |                |
| Seeschwalben                  | Fluss-Seeschwalbe, Küstenseeschwalbe                                         |                |
| Sperlingsvögel                |                                                                              |                |
| Ammern                        | Rohrammern, Schneeammer                                                      |                |
| Baumläufer                    | Waldbaumläufer                                                               |                |
| Braunellen                    | Heckenbraunelle                                                              |                |
| Drosseln                      | Amseln, Rotdrosseln, Wacholderdrosseln                                       |                |
| Finken                        | Grünfink, Gimpel, Birkenzeisig                                               |                |
| Goldhähnchen                  | Wintergoldhähnchen                                                           |                |
| Grasmückenartige              | Fitis, Zilpzalp                                                              |                |
| Meisen                        | Blaumeisen, Kohlmeisen, Weidenmeisen                                         |                |
| Fliegenschnäpper              | Grauschnäpper, Rotkehlchen, Trauerschnäpper                                  |                |
| Rabenvögel                    | Nebelkrähen, Elstern, Eichelhäher                                            |                |
| Schwalben                     | Mehlschwalbe, Uferschwalbe                                                   |                |
| Seidenschwänze                | Seidenschwanz                                                                |                |
| Sperling                      | Haussperling                                                                 |                |
| Stelzen und Pieper            | Wiesenpieper, Baumpieper, Bachstelze                                         |                |
| Stieglitzartige               | Fichtenkreuzschnabel                                                         |                |

#### Fische
Aufgrund des geringen Sauerstoffgehalts konnten nur zwei verschiedene Fischarten angesiedelt werden. Der Dreistachlige Stichling benötigt nicht viel Sauerstoff, doch aufgrund des Klimas kann es durchaus vorkommen, dass der See vollständig durchfriert. Dadurch stirbt jeden Winter ein Teil des Bestandes. Die Karausche die ebenfalls im See ausgesetzt wurde, kann bei Sauerstoffmangel von aeroben auf einen anaeroben Stoffwechsel umschalten. Durch eine anaerobe Stoffwechsellage entsteht Milchsäure, die fermentiert wird zu Ethanol (Milchsäuregärung). Dieser Alkohol wirkt im Blut durch seinen niedrigeren Gefrierpunkt als „Frostschutzmittel“, so dass die Karausche auch das vollständige Durchfrieren des Sees überleben kann. Überschüssiger Alkohol kann über die Kiemen ausgeschieden werden.

## Freizeit und Tourismus
Der See ist heute ein Naherholungsgebiet für die Stadt Tromsø. Stege, Brücken und Bänke wurden installiert, von denen man die Vögel beobachten kann. Informationstafeln klären den Besucher auf. Das angrenzende Waldgebiet ist ein beliebtes Wandergebiet in Tromsø.